# Apelkastad

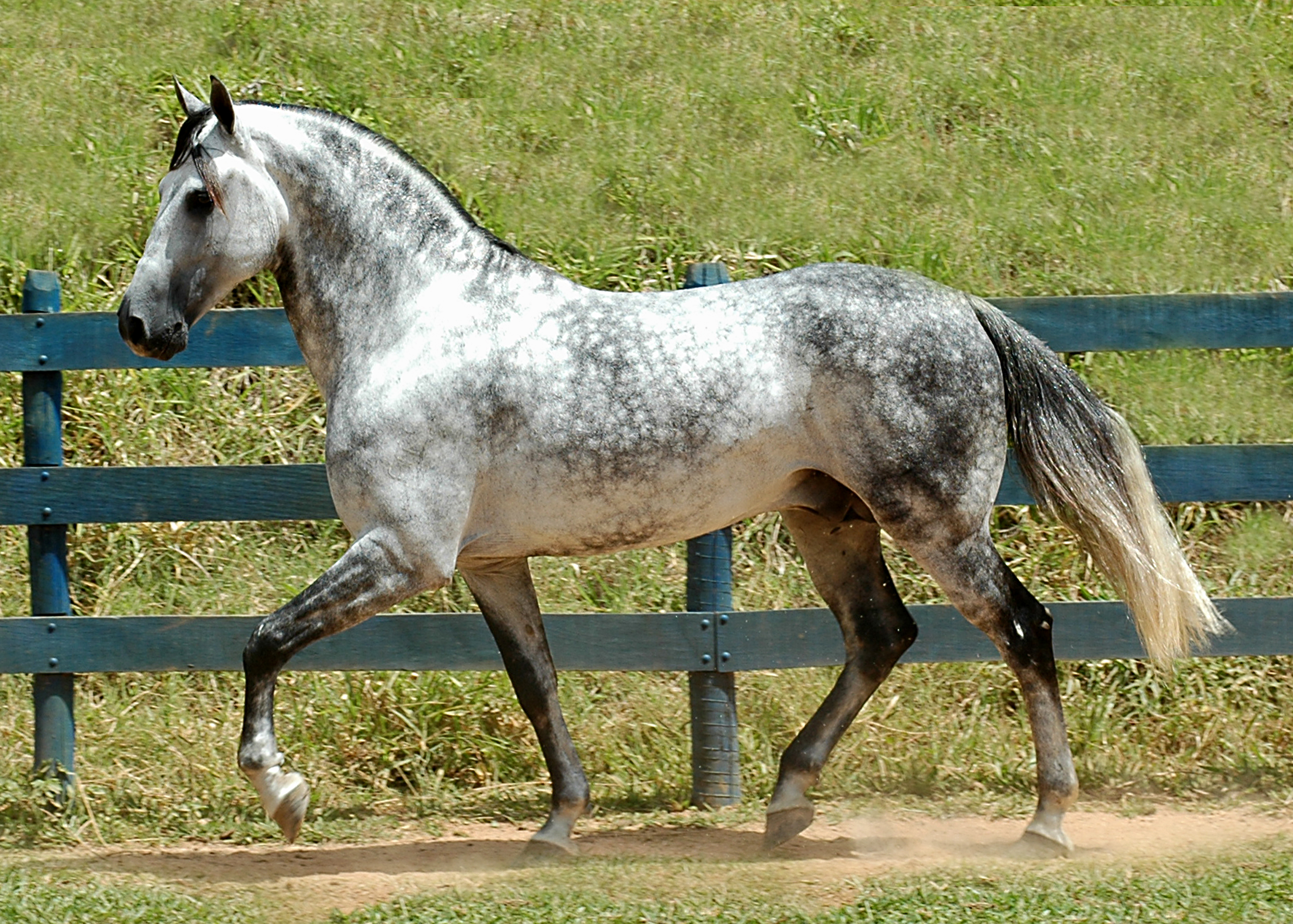
En apelkastad skimmel av rasen Mangalarga marchador.

Apelkastad eller apelgrå kallas en häst i vars grundfärg det finns ringformiga fläckar i avvikande, oftast ljusare färg. Apelkastning är vanligast hos skimlar och mörka hästar. Apelkastningen är vanligen koncentrerad till länderna, korset och bakre delen av bålen, men kan synas överallt i varierande tydlighet.
Ordet härstammar från apel, det vill säga äppelträd, och refererar till fläckarna vars form och storlek påminner om äpplen.